# Campionato di calcio FGNI 1902
Il Campionato Italiano di calcio FGNI  fu la 5ª edizione del Torneo FGNI, disputatosi in quattro giornate presso l'Arena Civica di Milano dal 29 al 31 maggio 1902. Il campionato fu vinto ex aequo dal Milan e dall'Andrea Doria, al loro primo titolo.

## Squadre partecipanti
| Club         | Stagione  | Città   |
| ------------ | --------- | ------- |
| Andrea Doria | dettaglio | Genova  |
| Mediolanum   | dettaglio | Milano  |
| Milan        | dettaglio | Milano  |
| L.R. Vicenza | dettaglio | Vicenza |

## Risultati

### Tabellone
|  | Semifinali   | Semifinali |  |             | Finale             | Finale |
|  |              |            |  |             |                    |        |
|  | Milan        | 3          |  |             |                    |        |
|  | Milan        | 3          |  |             |                    |        |
|  | L.R. Vicenza | 1          |  |             |                    |        |
|  | L.R. Vicenza | 1          |  | Milan (dts) | 0                  |        |
|  |              |            |  | Milan (dts) | 0                  |        |
|  |              |            |  |             | Andrea Doria (dts) | 0      |
|  | Mediolanum   | 0          |  |             | Andrea Doria (dts) | 0      |
|  | Mediolanum   | 0          |  |             |                    |        |
|  | Andrea Doria | 2          |  |             |                    |        |
|  | Andrea Doria | 2          |  |             |                    |        |

### Calendario

#### Semifinali
| Milano 29 maggio 1902 Semifinale      | Milan     | 3 – 1 | Vicenza | Arena Civica |
| \| \| \| \| \| ? \| Marcatori \| ? \| |           |       |         |              |
|                                       |           |       |         |              |
| ?                                     | Marcatori | ?     |         |              |

| Milano 29 maggio 1902 Semifinale    | Mediolanum | 0 – 2 | Andrea Doria | Arena Civica |
| \| \| \| \| \| \| Marcatori \| ? \| |            |       |              |              |
|                                     |            |       |              |              |
|                                     | Marcatori  | ?     |              |              |

#### Finale
| Milano 31 maggio 1902 Finale | Milan | 0 – 0 (d.t.s.) referto | Andrea Doria | Arena Civica |

- Milan e Andrea Doria primi a pari merito.

La Gazzetta dello Sport pubblicò una classifica con il Milan vincitore, ma venne smentita dal Bollettino Mensile della Federazione Ginnastica Nazionale Italiana.

### Verdetto
- Milan & Andrea Doria Campioni d'Italia FGNI 1902.